# 默农布莱
默农布莱（法語：Menomblet，法語發音：[mənɔ̃blɛ]）是法国卢瓦尔河地区大区旺代省的一个市镇，位于该省东部，属于丰特奈勒孔特区。

## 地理
默农布莱（46°43'54"N, 0°42'43"W）面积20.95 平方千米，位于法国卢瓦尔河地区大区旺代省，该省份为法国西部沿海省份，北起大西洋卢瓦尔省和曼恩-卢瓦尔省，西临大西洋，南至滨海夏朗德省，东部及东南部与德塞夫勒省接壤。
与默农布莱接壤的市镇（或旧市镇、城区）包括：塞夫尔河畔拉福雷、塞夫尔河畔圣安德烈、蒙图尔奈、列奥米尔、圣皮埃尔迪舍曼。

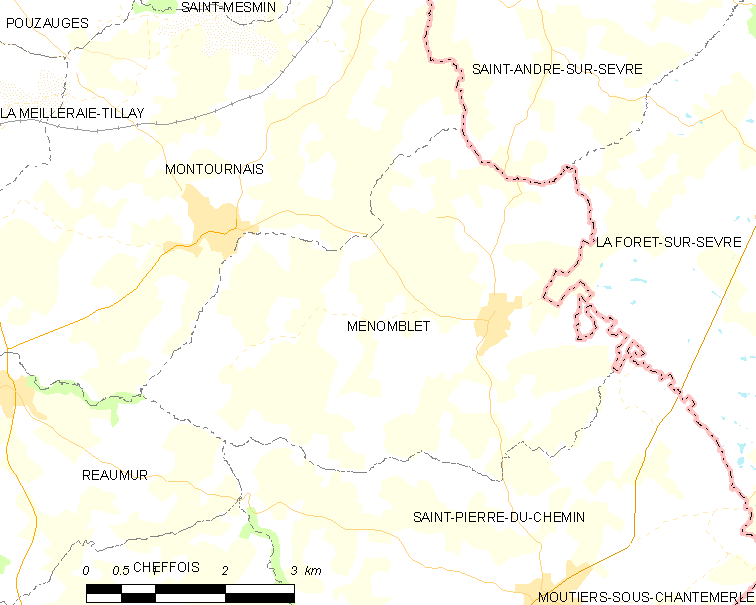
默农布莱的OSM定位图

默农布莱的时区为UTC+01:00、UTC+02:00（夏令时）。

## 行政
默农布莱的邮政编码为85700，INSEE市镇编码为85141。

## 政治
默农布莱所属的省级选区为拉沙泰涅赖县。

## 人口

1962-2008年间默农布莱人口变化图示

默农布莱于2022年1月1日时的人口数量为681人。